# Un fidanzato pericoloso
Un fidanzato pericoloso (Murdered at 17) è un film televisivo canadese-statunitense del 2018 diretto da Curtis Crawford. 

## Trama
Jake Campali è un diciottenne milionario, mentre Brooke Emerson una cheerleader che, dopo un incidente durante un allenamento, soffre di disturbo esplosivo intermittente. Incontrata Brooke a una festa, Jake si convince che lei sia l'unica persona in grado di capirlo e inizia a fantasticare su una loro futura vita insieme. I due iniziano a uscire, ma Brooke si sente a disagio per le eccessive attenzioni del ragazzo, che si presenta a scuola e insiste che lei risponda subito ai messaggi. Vedendo che Brooke si sta allontanando da lui, Jake partecipa con lei a una festa a casa di amici, durante la quale uccide la sua amica Maddie e fa credere a Brooke di essere la colpevole, in modo da tenerla legata a sé.

## Distribuzione
È stato trasmesso su Lifetime il 7 luglio 2018, mentre il 3 luglio precedente la sceneggiatrice ha pubblicato l'omonimo romanzo.
In italiano è andato in onda su TV8 il 27 maggio 2019.